# 贾姆希德吉·塔塔
贾姆希德吉·努塞尔万吉·塔塔（古吉拉特语：જમ્શેત્જી નુંસ્સેર્વાનજી ટાટા，拉丁转写Jamsetji Nusserwanji Tata，1839年3月3日—1904年5月19日）生于今印度古吉拉特邦瑙萨里，印度现代工业先驱，塔塔集团的创建者，被誉为“印度工业之父”。

## 生平
贾姆希德吉·塔塔的父亲努塞尔万吉·塔塔（Nusserwanji Tata）是琐罗亚斯德教祭司。印度的琐罗亚斯德教徒是1000多年前为躲避穆斯林的扩张而从波斯迁居印度的，在印度人口中比例极小，却是近代以来受教育水平最高的印度族群。17世纪下半叶，英国人来到印度建设孟买港时，琐罗亚斯德教徒从附近农村纷纷到孟买港工作。这些人的勤奋令英国人印象深刻。他们在英国人开办的学校接受教育，从而改变了此前识字是琐罗亚斯德教祭司特权的局面。努塞尔万吉·塔塔是琐罗亚斯德教祭司家庭中第一个当商人的人。琐罗亚斯德教徒（Parsi）在梵语中意为“救济者”。贾姆希德吉·塔塔日后从商时，眼光并不局限在賺钱上，这或许和他自幼受到琐罗亚斯德教影响有关。
贾姆希德吉·塔塔就读的学校是英国驻当地的总督参与创办的，后来归并入孟买大学。贾姆希德吉·塔塔上学时，养成了对读书的兴趣，喜欢阅读狄更斯、萨克雷、马克·吐温的作品。1896年，马克·吐温访问孟买时，便是塔塔家的座上客。贾姆希德吉·塔塔一生的事业都与英国人、美国人有关。
1859年，贾姆希德吉·塔塔来到中国上海，为他父亲的贸易公司开设分支机构。数月前，他刚在英属香港开设了一家分部。
1863年，贾姆希德吉·塔塔从上海返回印度。此后又到英国试图开银行。但因印度经济危机，该尝试失败。印度经济危机部分是由美国内战的结束而引起。美国内战期间，美国南方的棉花产量锐减，对印度棉产品的需求暴增。但美国内战结束后，印度棉产品出口受阻，塔塔家族的生意也受很大影响。后来直到第一次意大利埃塞俄比亚战争爆发导致对棉产品需求增加，塔塔家族的生意才复苏。
1868年。贾姆希德吉·塔塔创办了一家贸易公司，这是塔塔集团的前身。1872年，贾姆希德吉·塔塔再次到英国学习棉纺织工业，想将英国兰开夏郡的纺织厂照搬到印度。当时，英国西北部的兰开夏郡加工着世界80%的棉纺织品。
1874年，他从朋友处筹资，在印度中部的那格浦尔（Nagpur）建立棉纺织厂，这是印度人创办的第一座现代棉纺厂。他还在孟买附近收购了一家面临破产的棉纺厂，定名为斯瓦德希（Swadeshi），意为“自己的国家”，此名取自一场呼吁民众使用国货的印度民族运动，这家新棉纺厂的成立也使国货运动再度高涨，获得了该厂印度股东的支持，产品开始销往中国、朝鲜、日本、中东。
他继续考察欧美国家的工厂，参加博览会，为印度引进先进的技术设备，并感到要用先进思想培养新一代的印度人。他说：“使一个国家或社会前进的，如果说是帮助那里最软弱最无助的人，不如说是提升那里最好的最有才能的人，让他们为国家的服务达到最大。”1893年，他对一位印度哲学家在太平洋的船上谈起创办学校之事。当时，这两位印度人从日本乘船赴美国参加纪念哥伦布发现新大陆400周年的芝加哥世界博览会。他创办的学校就是印度科學理工學院（Indian Institute of Science）。他还邀请日后在1904年获诺贝尔化学奖的英国化学家威廉·拉姆齐（William Ramsay）帮助建立该学院。拉姆齐为该校选中了校址，即印度西南部的班加罗尔。塔塔说服了英国驻印度总督，以及印度本土政治势力，最后一位印度大公国的王公捐赠1.5平方公里土地作为校址，塔塔本人提供校舍及设备，学校章程在1909年获得英国驻印度总督批准。1911年夏，印度科学学院招收第一批学生。该校如今是南亚最有研究力的大学，班加罗尔也成为資訊产业中心。
他在逝世前唯一完成的大项目是泰姬陵酒店，这是印度人创办的第一家现代酒店。
1895年他曾说：“我们并不自诩比其他人更无私、更慷慨、更博爱。但我们相信，我们开创了健全、诚信的商业规则，既照顾了股东和我们自己的利益，也考虑了员工的福利和安全。员工无疑是塔塔走向繁荣的基石。”
1904年5月19日，贾姆希德吉·塔塔在巴特瑙海姆逝世。
塔塔逝世后，塔塔公司继续了他的国际视野。他的后继者们从欧美国家引进了观念和技术，创造了印度乃至亚洲的许多第一，包括钢铁厂（1907年）、发电厂（1910年）、8小时工作制（1912年，甚至早于不少欧美企业）、民用航空（1932年）、软件服务业（1968年）、自己设计生产的轿车（1998年），号称世界最便宜轿车“Nano”（2008年）。